# EIF2B2
EIF2B2‏ (Eukaryotic translation initiation factor 2B subunit beta) هوَ بروتين يُشَفر بواسطة جين EIF2B2 في الإنسان.